# 1852

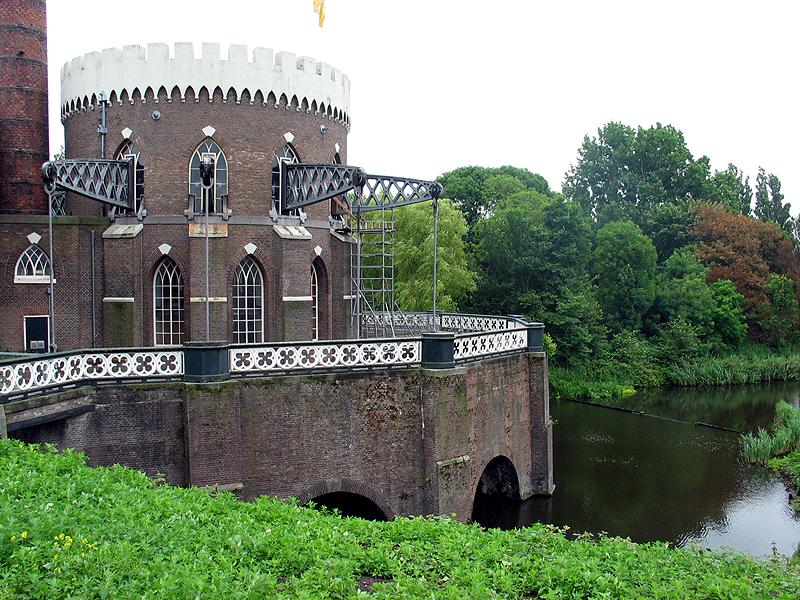
De Cruquius, een van drie gemalen waarmee de Haarlemmermeer drooggemalen wordt

Het jaar 1852 is het 52e jaar in de 19e eeuw volgens de christelijke jaartelling.

## Gebeurtenissen
januari

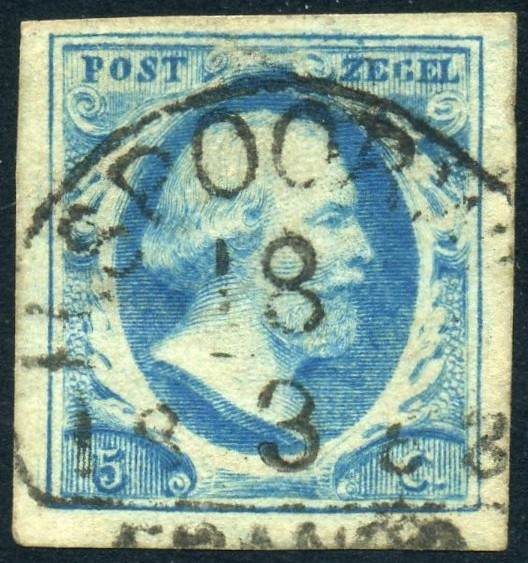
Postzegel met Willem III uit 1852

- 1 - De postzegel wordt in Nederland ingevoerd. (Zie ook: Eerste postzegelemissie Nederland)
- 14 - De Franse grondwet van 1852 wordt afgekondigd.
- 17 - Zandriviertractaat: het Engelse koloniale gouvernement erkent de boerenrepubliek Transvaal.

februari
- 21 - Oprichting van de Vereeniging ten behoeve der Arbeidersklasse te Amsterdam, de eerste woningbouwvereniging van Nederland.
- februari - In het medisch tijdschrift Repertorium maakt de legerarts Antoon Mathijsen zijn uitvinding van het gipsverband voor het eerst door middel van een ingezonden brief wereldkundig.
- 26 - De Franse seriemoordenares Hélène Jégado wordt onthoofd wegens het vergiftigen ten minste vijf mensen. Ze wordt ervan verdacht in totaal 95 personen te hebben vergiftigd waarvan er 60 overleden.
- 26 - Het Britse troepentransportschip HMS Birkenhead zinkt voor de kust bij Zuid-Afrika waarbij 450 soldaten omkomen.

mei
- 5 - Groothertog Leopold II van Toscane trekt de grondwet weer in.

juli
- 1 - De Haarlemmermeer wordt drooggelegd.

november
- 12 - Op het Proces van Keulen horen de "Keulse Kommunisten" zich beschuldigen van hoogverraad en worden zeven van de elf aanwezige beschuldigden veroordeeld tot in totaal 36 jaar vestingstraf. Dit proces "besluit de eerste fase van de Duitse arbeidersbeweging" zegt Friedrich Engels.
- 15 - De Nederlandse Tweede Kamer besluit tot het houden van een Parlementaire enquête naar de accijns op zout. Deze eerste parlementaire enquête zal echter door een regeringswisseling het volgend jaar niet doorgaan.

december
- 4 - Napoleon III wordt keizer van Frankrijk.
- 9 - Na een Tory-intermezzo van negen maanden komt in het Verenigd Koninkrijk een coalitieregering tot stand van Peelisten en Whigs onder Lord Aberdeen, met William Gladstone op Financiën. De twee partijen zullen later samengaan in de Liberale Partij.

## Muziek
- Johannes Brahms componeert zijn pianosonate nr. 1 in C gr.t. Opus 1 en zijn pianosonate nr. 2 in fis kl.t. Opus 2.
- Robert Schumann componeert zijn Requiem.
- Joseph Alberdingk Thijm en zijn broer Lambertus Joannes schrijven het kerstlied De herdertjes lagen bij nachte.
- 11 december: première van Symfonie nr. 5 van Niels Gade.

## Beeldende kunst

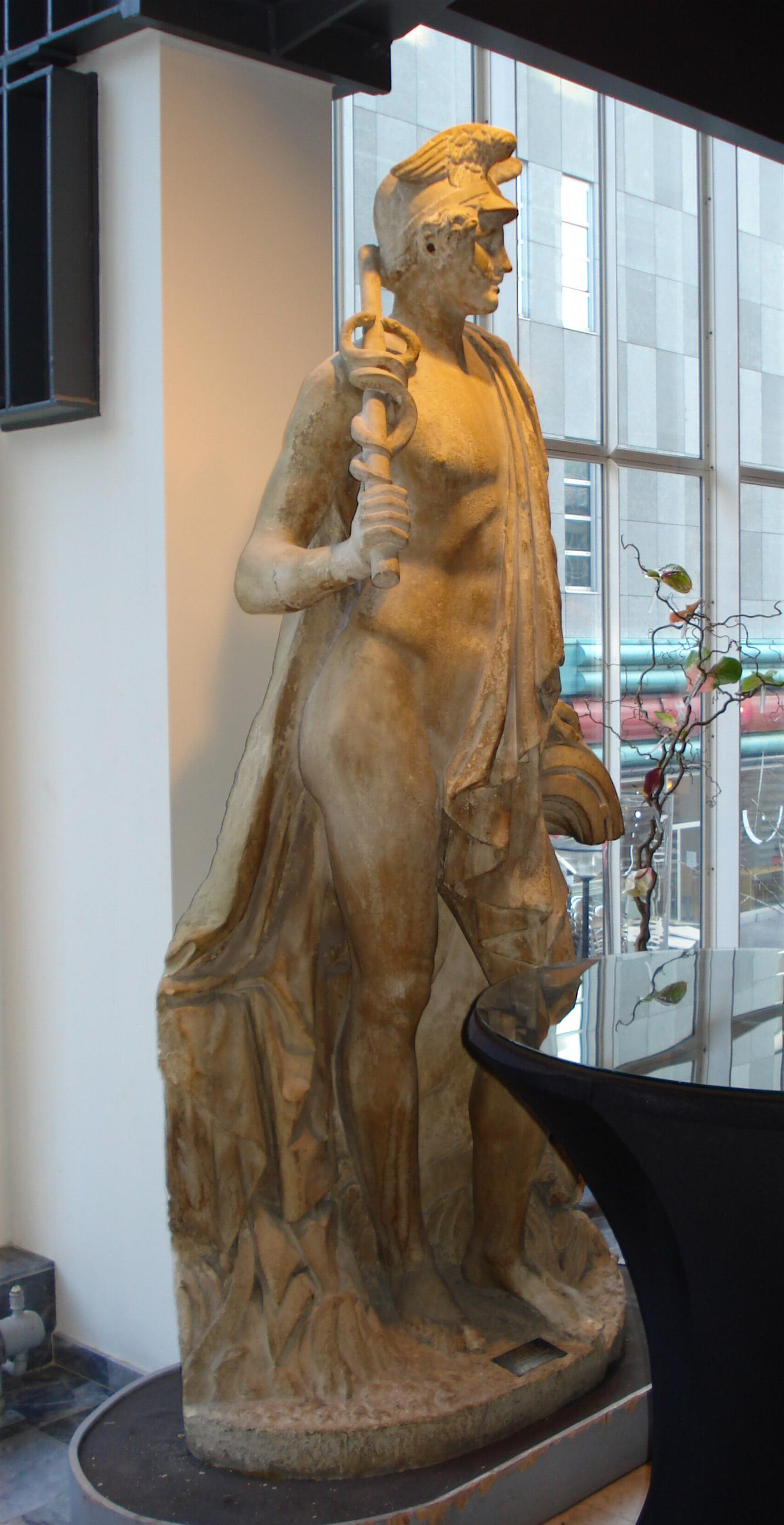
Mercurius (1852) Johannes Theodorus Stracké, Beursgebouw Rotterdam

## Bouwkunst

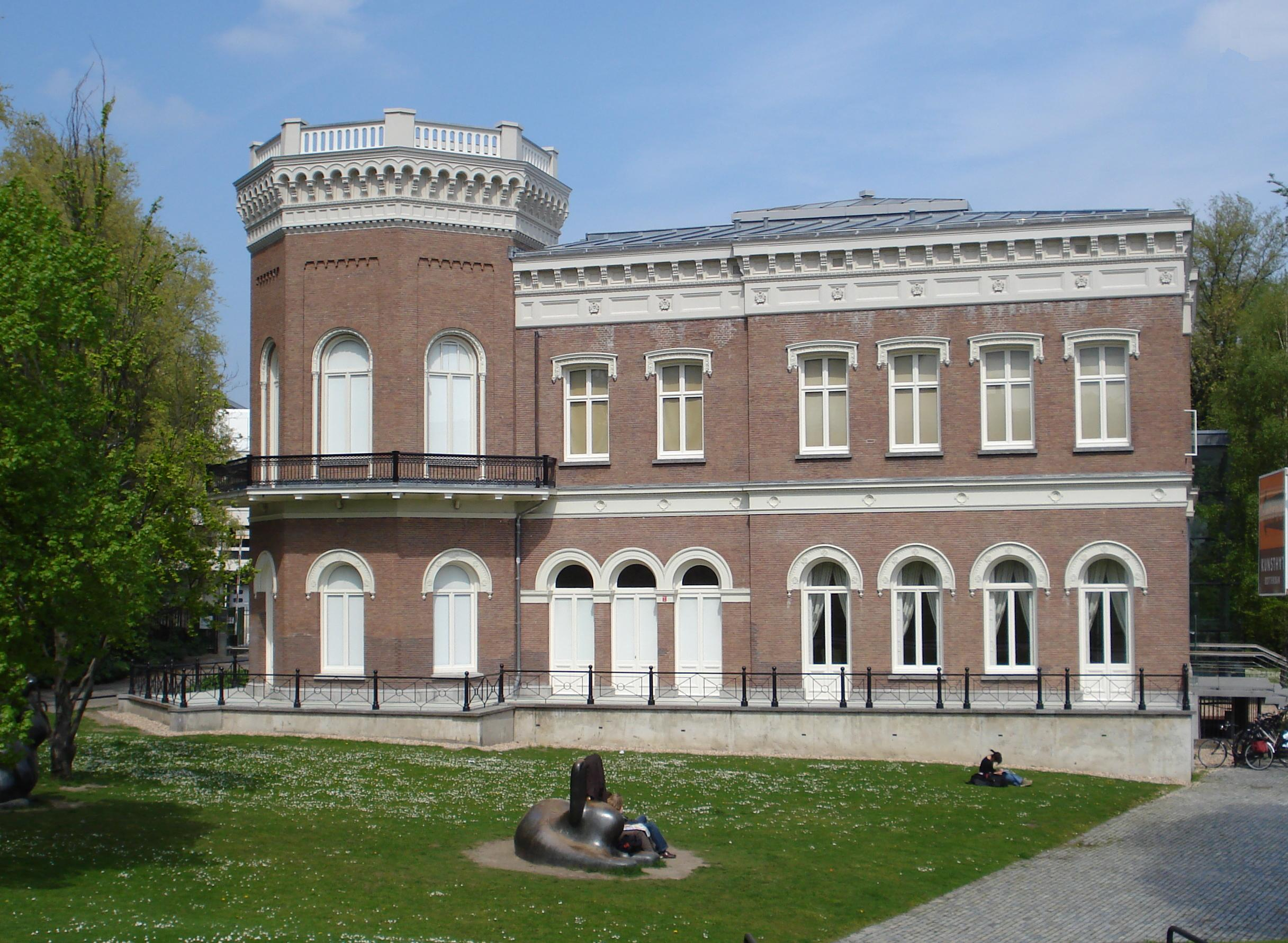
Villa Dijkzigt, Rotterdam (1852), Johan Frederik Metzelaar
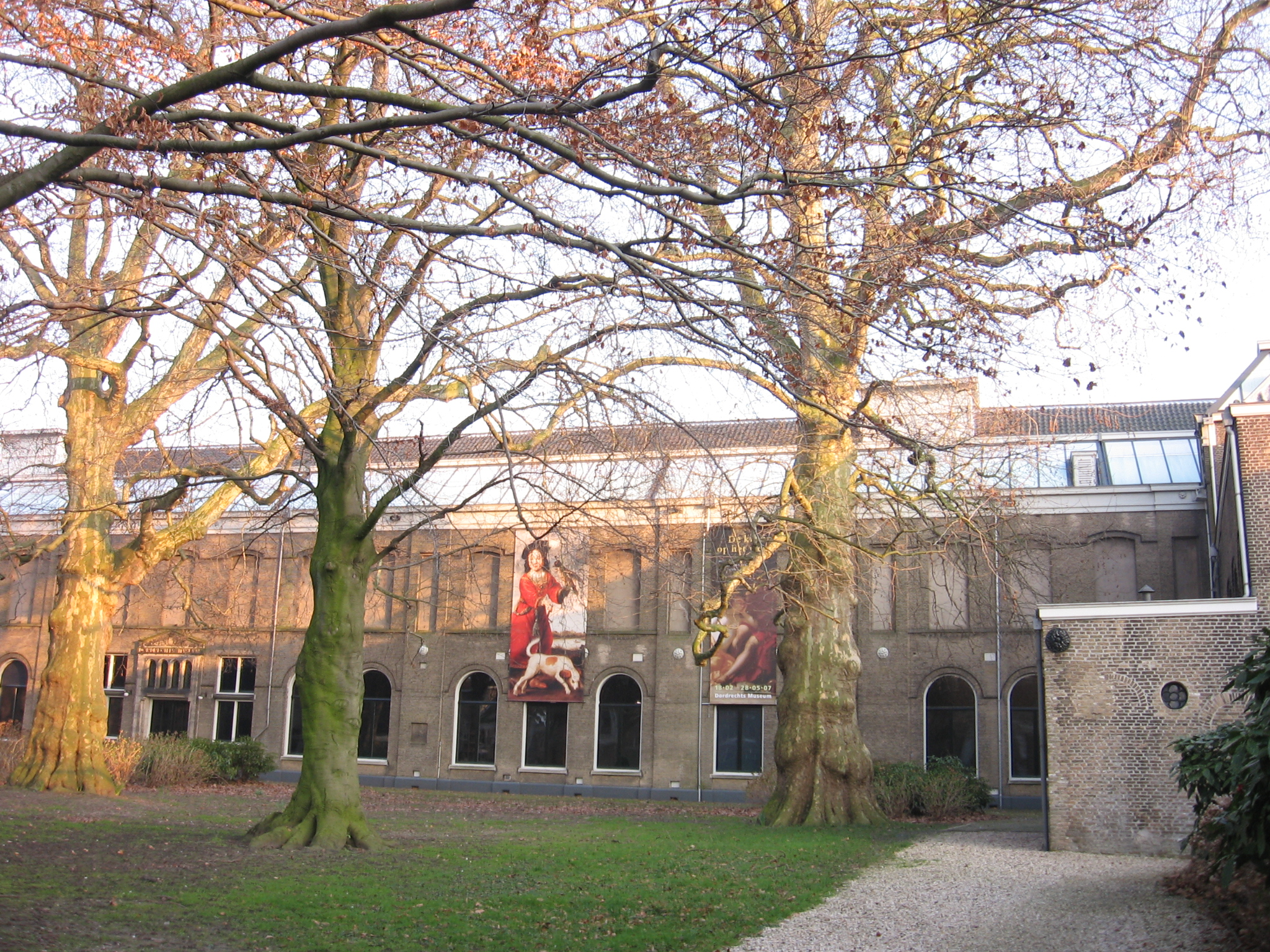
Dordrechts Museum Dordrecht (1852), G.N. Itz
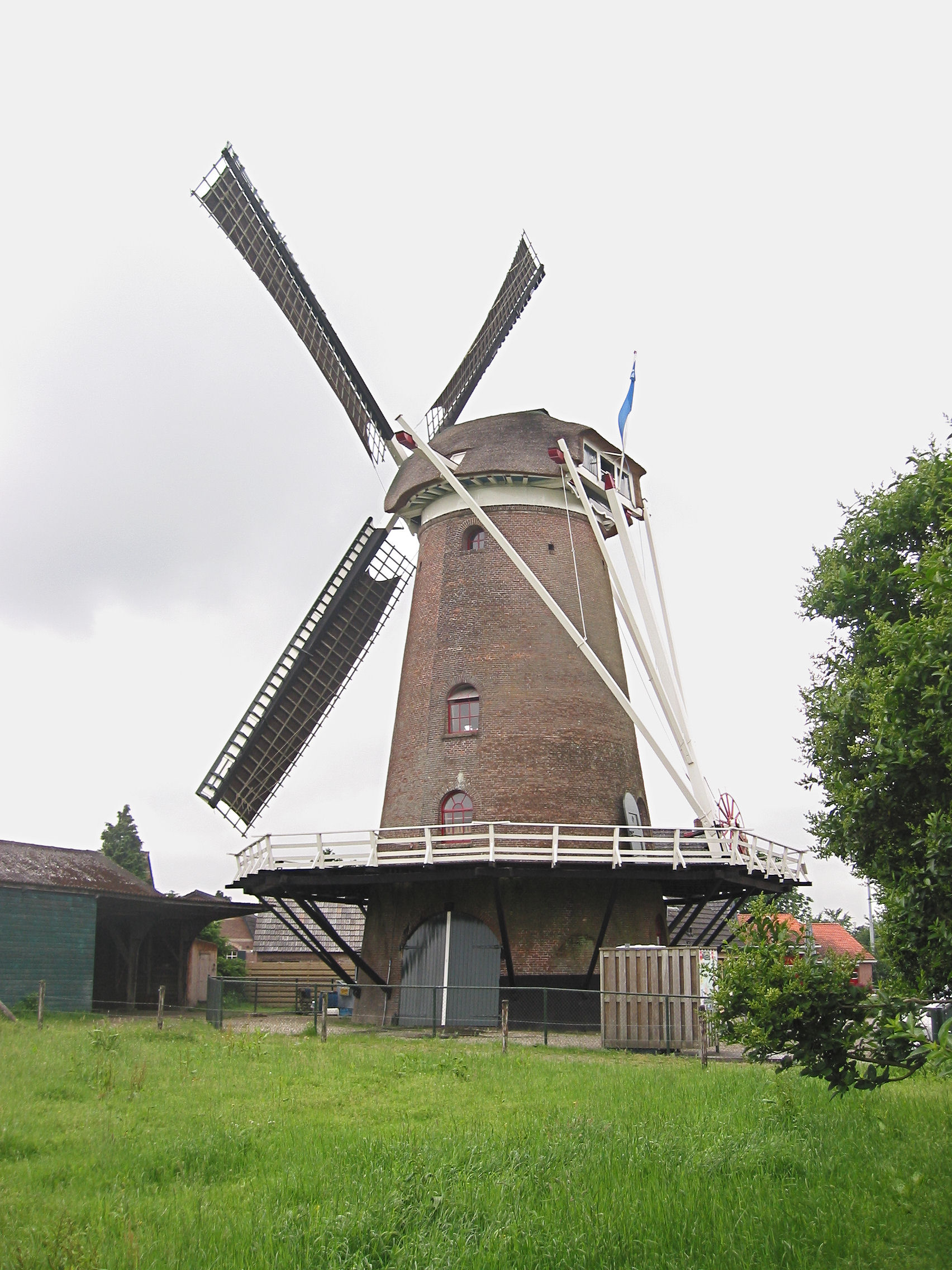
De Hoop in Garderen
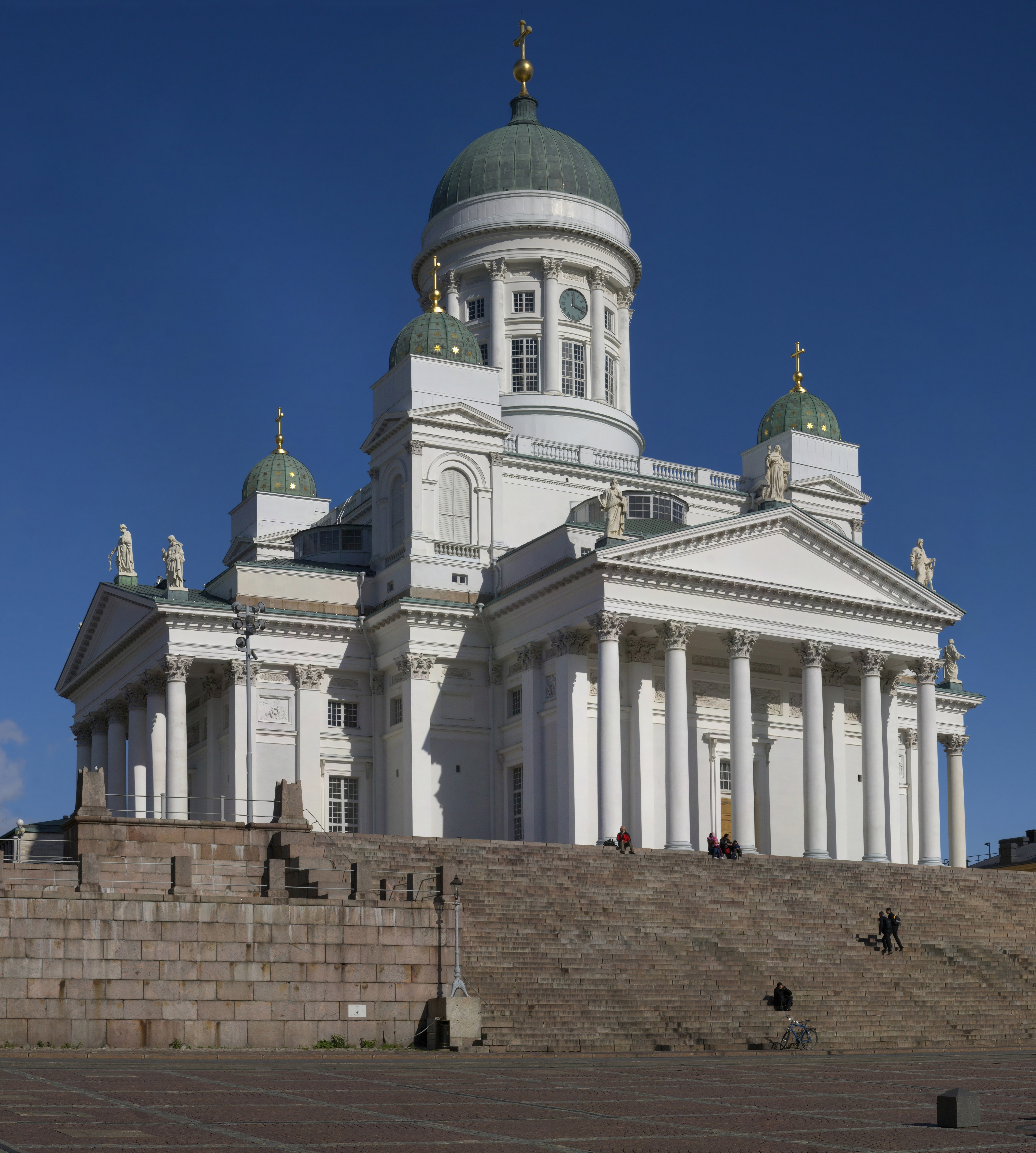
Domkerk van Helsinki (1852), Carl Ludwig Engel

## Geboren
januari
- 10 - Nicanor Padilla, Filipijns medicus en politicus (overleden 1936)
- 27 - Fulgence Bienvenüe (1852-1936), Frans ingenieur (overleden 1936)

februari
- 19 - Johann Wilhelm Spengel, Duits bioloog (overleden 1921)

april
- 14 - Meijer de Haan, Nederlands kunstschilder (overleden 1895)
- 15 - Jozef Freinademetz, Italiaans missionaris van Steyl (overleden 1908)
- 25 - Leopoldo Alas (Clarín), Spaans schrijver (overleden 1901)

mei
- 1 - Santiago Ramón y Cajal, Spaans histoloog en Nobelprijswinnaar (overleden 1934)
- 1 - Friedrich von Moltke, Duits staatsman (overleden 1927)
- 4 - Alice Liddell, Engels muze; inspiratie voor Lewis Carrolls boek Alice in Wonderland (overleden 1934)
- 5 - Pietro Gasparri, Italiaans kardinaal-staatssecretaris (overleden 1934)
- 16 - K.H. Holthuis, Nederlands architect (overleden 1942)

juni
- 25 - Antoni Gaudí, Spaans architect (overleden 1926)
- 25 - Erasmus Kittler, Duits natuurkundige en elektrotechnicus (overleden 1929)

juli
- 20 - Theo Heemskerk, Nederlands politicus (ARP); premier van 1908-1913 (overleden 1932)
- 27 - George Foster Peabody, Amerikaans ondernemer en filantroop (overleden 1938)

augustus
- 30 - Jacobus van 't Hoff, Nederlands scheikundige en Nobelprijswinnaar (overleden 1911)

september
- 15 - Jan Ernst Matzeliger, Surinaams uitvinder (overleden 1889)
- 24 - Elizabeth Maria Molteno, Zuid-Afrikaans vrouwenrechtactiviste (overleden 1927)
- 28 - Henri Moissan, Frans scheikundige en Nobelprijswinnaar (overleden 1907)
- 30 - Charles Villiers Stanford, Engels componist (overleden 1924)

oktober
- 2 - Curt von François, Duits militair, koloniaal en ontdekkingsreiziger (overleden 1931)
- 2 - William Ramsay, Brits chemicus (overleden 1916)

november
- 13 - Jarvis Kenrick, Brits voetballer (overleden 1949)
- 18 - Mikoláš Aleš, Tsjechisch kunstenaar (overleden 1913)
- 19 - David Hendrik Havelaar, Nederlands ingenieur en politicus (overleden 1918)

december
- 15 - Antoine Henri Becquerel, Frans natuurkundige (overleden 1908)
- 19 - Albert Michelson, Duits-Amerikaans fysicus (overleden 1931)
- 26 - Johannes François Snelleman, Nederlands oriëntalist en etnoloog (overleden 1938)

## Overleden
januari
- 6 - Louis Braille (43), Frans uitvinder

februari
- 6 - Jeanne Huc-Mazelet (87), Zwitserse gouvernante

maart
- 4 - Nikolaj Gogol (42), Russisch schrijver
- 7 - Francijntje de Boer (67), Nederlands schrijfster

mei
- 3 Eugénie Foa (56), Frans schrijfster

juni
- 21 - Friedrich Fröbel (70), Duits pedagoog

augustus
- 4 - Johan David Valerius (76), Zweeds dichter
- 14 - Margaret Taylor (63), Amerikaans first lady (echtgenote van president Zachary Taylor)

september
- 19 - Emilie de Rodat (65), Frans mystica en ordestichtster; heilige van de Rooms-katholieke kerk

november
- 10 - Frederick Clause (60), Brits scheepsarts en kunstschilder
- 27 - Ada Lovelace (36), Brits wiskundige

## Weerextremen in België
- 12 januari: hoogste etmaalgemiddelde temperatuur ooit op deze dag: 9,9 °C.
- 13 januari: hoogste etmaalgemiddelde temperatuur ooit op deze dag: 10,7 °C.
- juni: juni met hoogste luchtdruk: 1022,9 hPa (normaal 1016,3 hPa).
- 17 juli: hoogste etmaalgemiddelde temperatuur ooit op deze dag: 26,2 °C.
- juli: juli met hoogste gemiddelde dampdruk: 18,1 hPa (normaal 15,2 hPa).
- 2 november: hoogste etmaalgemiddelde temperatuur ooit op deze dag: 15,8 °C.

Bron: KMI Gegevens Ukkel 1901-2003  met aanvullingen 